# 5174 Okugi
5174 Okugi è un asteroide della fascia principale. Scoperto nel 1988, presenta un'orbita caratterizzata da un semiasse maggiore pari a 2,5604021 UA e da un'eccentricità di 0,1353617, inclinata di 8,03227° rispetto all'eclittica.